# Pequi
Pequi là một đô thị thuộc bang Minas Gerais, Brasil. Đô thị này có diện tích 204,142 km², dân số năm 2007 là 4232 người, mật độ 20,1 người/km².